# Дорфнер, Ханс
Ханс Дорфнер (нем. Hans Dorfner; род. 3 июля 1965, Ниттендорф, Бавария) — немецкий футболист, играл на позиции полузащитника.

## Карьера
Молодёжную карьеру провёл в «Ундорфе» и «Баварии». В последнем в 1983 году начал профессиональную карьеру. Дорфнер помог мюнхенскому клубу выиграть множества национальных трофеев. С 1984 по 1986 года провёл в аренде в «Нюрнберге». В 1991 году перешёл в «Нюрнберг». Через три года завершил карьеру из-за серьезной травмы.

## Карьера в сборной
Дебют за национальную сборную ФРГ состоялся 12 августа 1987 года в товарищеском матче против сборной Франции (2:1). Был включен в состав сборной на Чемпионат Европы 1988 в ФРГ, но не провёл ни одного матча. Всего за сборную провёл 7 матчей и забил 1 гол.

### Гол за сборную
| Дата            | Место                           | Соперник | Счёт | Результат | Турнир            |
| --------------- | ------------------------------- | -------- | ---- | --------- | ----------------- |
| 6 сентября 1989 | Лэнсдаун Роуд, Дублин, Ирландия | Ирландия | 1:1  | 1:1       | Товарищеский матч |

## Достижения
- Победитель Бундеслиги: 1986/87, 1988/89, 1989/90
- Победитель Второй Бундеслиги: 1984/85
- Обладатель Кубка Германии: 1983/84